# Gymnophora latibrachia
Gymnophora latibrachia är en tvåvingeart som beskrevs av Brown 1987. Gymnophora latibrachia ingår i släktet Gymnophora och familjen puckelflugor. Inga underarter finns listade i Catalogue of Life.